# Сатурн (премия, 1996)
22-я церемония вручения наград премии «Сатурн» за заслуги в области фантастики, фэнтези и фильмов ужасов за 1995 год состоялась 25 июня 1996 года.

## Лауреаты и номинанты
Лауреаты указаны первыми, выделены жирным шрифтом и  отдельным цветом. 

### Основные категории
| Категория                               | Лауреаты и номинанты                                                                    | Лауреаты и номинанты                                                              |
| --------------------------------------- | --------------------------------------------------------------------------------------- | --------------------------------------------------------------------------------- |
| Лучший научно-фантастический фильм      | • 12 обезьян / 12 Monkeys                                                               | • 12 обезьян / 12 Monkeys                                                         |
| Лучший научно-фантастический фильм      | • Конго / Congo                                                                         |                                                                                   |
| Лучший научно-фантастический фильм      | • Судья Дредд / Judge Dredd                                                             |                                                                                   |
| Лучший научно-фантастический фильм      | • Эпидемия / Outbreak                                                                   |                                                                                   |
| Лучший научно-фантастический фильм      | • Особь / Species                                                                       |                                                                                   |
| Лучший научно-фантастический фильм      | • Странные дни / Strange Days                                                           |                                                                                   |
| Лучший научно-фантастический фильм      | • Водный мир / Waterworld                                                               |                                                                                   |
| Лучший фильм-фэнтези                    | • Бэйб: Четвероногий малыш / Babe                                                       | • Бэйб: Четвероногий малыш / Babe                                                 |
| Лучший фильм-фэнтези                    | • Бэтмен навсегда / Batman Forever                                                      |                                                                                   |
| Лучший фильм-фэнтези                    | • Каспер / Casper                                                                       |                                                                                   |
| Лучший фильм-фэнтези                    | • Флюк / Fluke                                                                          |                                                                                   |
| Лучший фильм-фэнтези                    | • Индеец в шкафу / The Indian in the Cupboard                                           |                                                                                   |
| Лучший фильм-фэнтези                    | • Джуманджи / Jumanji                                                                   |                                                                                   |
| Лучший фильм-фэнтези                    | • История игрушек / Toy Story                                                           |                                                                                   |
| Лучший фильм ужасов                     | • От заката до рассвета / From Dusk till Dawn                                           | • От заката до рассвета / From Dusk till Dawn                                     |
| Лучший фильм ужасов                     | • Город потерянных детей / La cité des enfants perdus                                   |                                                                                   |
| Лучший фильм ужасов                     | • В пасти безумия / In the Mouth of Madness                                             |                                                                                   |
| Лучший фильм ужасов                     | • Повелитель иллюзий / Lord of Illusions                                                |                                                                                   |
| Лучший фильм ужасов                     | • Немой свидетель / Mute Witness                                                        |                                                                                   |
| Лучший фильм ужасов                     | • Пророчество / The Prophecy                                                            |                                                                                   |
| Лучший фильм ужасов                     | • Байки из склепа: Рыцарь-демон / Tales from the Crypt: Demon Knight                    |                                                                                   |
| Лучший приключенческий фильм или боевик | • Подозрительные лица / The Usual Suspects                                              | • Подозрительные лица / The Usual Suspects                                        |
| Лучший приключенческий фильм или боевик | • Аполлон-13 / Apollo 13                                                                |                                                                                   |
| Лучший приключенческий фильм или боевик | • Храброе сердце / Braveheart                                                           |                                                                                   |
| Лучший приключенческий фильм или боевик | • Крепкий орешек 3: Возмездие / Die Hard: With a Vengeance                              |                                                                                   |
| Лучший приключенческий фильм или боевик | • Золотой глаз / GoldenEye                                                              |                                                                                   |
| Лучший приключенческий фильм или боевик | • Схватка / Heat                                                                        |                                                                                   |
| Лучший приключенческий фильм или боевик | • Семь / Se7en                                                                          |                                                                                   |
| Лучший актёр                            | Джордж Клуни                                                                            | • Джордж Клуни — «От заката до рассвета» (за роль Сета Гекко)                     |
| Лучший актёр                            | Джордж Клуни                                                                            | • Пирс Броснан — «Золотой глаз» (за роль Джеймса Бонда)                           |
| Лучший актёр                            | Джордж Клуни                                                                            | • Рэйф Файнс — «Странные дни» (за роль Ленни Нэро)                                |
| Лучший актёр                            | Джордж Клуни                                                                            | • Морган Фримен — «Семь» (за роль детектива Уильяма Сомерсета)                    |
| Лучший актёр                            | Джордж Клуни                                                                            | • Робин Уильямс — «Джуманджи» (за роль Алана Пэрриша)                             |
| Лучший актёр                            | Джордж Клуни                                                                            | • Брюс Уиллис — «12 обезьян» (за роль Джеймса Коула)                              |
| Лучшая актриса                          | Анджела Бассетт                                                                         | • Анджела Бассетт — «Странные дни» (за роль Лорнетт «Мэйс» Мэйсон)                |
| Лучшая актриса                          | Анджела Бассетт                                                                         | • Кэти Бэйтс — «Долорес Клэйборн» (за роль Долорес Клэйборн)                      |
| Лучшая актриса                          | Анджела Бассетт                                                                         | • Николь Кидман — «За что стоит умереть» (за роль Сьюзен Стоун Маретто)           |
| Лучшая актриса                          | Анджела Бассетт                                                                         | • Шэрон Стоун — «Быстрый и мёртвый» (за роль Эллен)                               |
| Лучшая актриса                          | Анджела Бассетт                                                                         | • Мэделин Стоу — «12 обезьян» (за роль Кэтрин Рэйли)                              |
| Лучшая актриса                          | Анджела Бассетт                                                                         | • Марина Зудина — «Немой свидетель» (за роль Билли Хьюз)                          |
| Лучший актёр второго плана              | Брэд Питт                                                                               | • Брэд Питт — «12 обезьян» (за роль Джеффри Гоинса)                               |
| Лучший актёр второго плана              | Брэд Питт                                                                               | • Харви Кейтель — «От заката до рассвета» (за роль Джейкоба Фаллера)              |
| Лучший актёр второго плана              | Брэд Питт                                                                               | • Вэл Килмер — «Схватка» (за роль Криса Шихерлиса)                                |
| Лучший актёр второго плана              | Брэд Питт                                                                               | • Тим Рот — «Роб Рой» (за роль Арчибальда Каннингема)                             |
| Лучший актёр второго плана              | Брэд Питт                                                                               | • Квентин Тарантино — «От заката до рассвета» (за роль Ричарда Гекко)             |
| Лучший актёр второго плана              | Брэд Питт                                                                               | • Кристофер Уокен — «Пророчество» (за роль Гавриила)                              |
| Лучшая актриса второго плана            | Бонни Хант                                                                              | • Бонни Хант — «Джуманджи» (за роль Сары Уиттл)                                   |
| Лучшая актриса второго плана            | Бонни Хант                                                                              | • Иллеана Дуглас — «За что стоит умереть» (за роль Дженис Маретто)                |
| Лучшая актриса второго плана            | Бонни Хант                                                                              | • Сальма Хайек — «Отчаянный» (за роль Каролины)                                   |
| Лучшая актриса второго плана            | Бонни Хант                                                                              | • Дженнифер Джейсон Ли — «Долорес Клэйборн» (за роль Селины Сент-Джордж)          |
| Лучшая актриса второго плана            | Бонни Хант                                                                              | • Джульетт Льюис — «От заката до рассвета» (за роль Кейт Фаллер)                  |
| Лучшая актриса второго плана            | Бонни Хант                                                                              | • Гвинет Пэлтроу — «Семь» (за роль Трэйси Миллз)                                  |
| Лучший молодой актёр или актриса        | Кристина Риччи                                                                          | • Кристина Риччи — «Каспер» (за роль Кэтлин «Кэт» Харви)                          |
| Лучший молодой актёр или актриса        | Кристина Риччи                                                                          | • Кирстен Данст — «Джуманджи» (за роль Джуди Шепэрд)                              |
| Лучший молодой актёр или актриса        | Кристина Риччи                                                                          | • Брэдли Пирс — «Джуманджи» (за роль Питера Шепэрда)                              |
| Лучший молодой актёр или актриса        | Кристина Риччи                                                                          | • Макс Померанц — «Флюк» (за роль Брайана Джонсона)                               |
| Лучший молодой актёр или актриса        | Кристина Риччи                                                                          | • Хэл Скардино — «Индеец в шкафу» (за роль Омри)                                  |
| Лучший молодой актёр или актриса        | Кристина Риччи                                                                          | • Жюдит Витте — «Город потерянных детей» (за роль Миетт)                          |
| Лучшая режиссура                        | Кэтрин Бигелоу                                                                          | • Кэтрин Бигелоу за фильм «Странные дни»                                          |
| Лучшая режиссура                        | Кэтрин Бигелоу                                                                          | • Дэвид Финчер — «Семь»                                                           |
| Лучшая режиссура                        | Кэтрин Бигелоу                                                                          | • Терри Гиллиам — «12 обезьян»                                                    |
| Лучшая режиссура                        | Кэтрин Бигелоу                                                                          | • Джо Джонстон — «Джуманджи»                                                      |
| Лучшая режиссура                        | Кэтрин Бигелоу                                                                          | • Фрэнк Маршалл — «Конго»                                                         |
| Лучшая режиссура                        | Кэтрин Бигелоу                                                                          | • Роберт Родригес — «От заката до рассвета»                                       |
| Лучшая режиссура                        | Кэтрин Бигелоу                                                                          | • Брайан Сингер — «Подозрительные лица»                                           |
| Лучший сценарий                         |                                                                                         | • Эндрю Кевин Уокер — «Семь»                                                      |
| Лучший сценарий                         | • Джордж Миллер и Крис Нунен — «Бэйб: Четвероногий малыш»                               |                                                                                   |
| Лучший сценарий                         | • Квентин Тарантино — «От заката до рассвета»                                           |                                                                                   |
| Лучший сценарий                         | • Джеймс Кэмерон и Джей Кокс — «Странные дни»                                           |                                                                                   |
| Лучший сценарий                         | • Джосс Уидон, Алек Соколов, Эндрю Стэнтон и Джоэл Коэн — «История игрушек»             |                                                                                   |
| Лучший сценарий                         | • Дэвид Вебб Пиплз и Джанет Пиплз — «12 обезьян»                                        |                                                                                   |
| Лучшая музыка                           | Джон Оттмен                                                                             | • Джон Оттмен за музыку к фильму «Подозрительные лица»                            |
| Лучшая музыка                           | Джон Оттмен                                                                             | • Джеймс Хорнер — «Храброе сердце»                                                |
| Лучшая музыка                           | Джон Оттмен                                                                             | • Кристофер Янг — «Имитатор»                                                      |
| Лучшая музыка                           | Джон Оттмен                                                                             | • Ханс Циммер — «Багровый прилив»                                                 |
| Лучшая музыка                           | Джон Оттмен                                                                             | • Дэнни Эльфман — «Долорес Клэйборн»                                              |
| Лучшая музыка                           | Джон Оттмен                                                                             | • Говард Шор — «Семь»                                                             |
| Лучшие костюмы                          | • Джули Уайсс — «12 обезьян»                                                            | • Джули Уайсс — «12 обезьян»                                                      |
| Лучшие костюмы                          | • Боб Рингвуд и Ингрид Феррин — «Бэтмен навсегда»                                       |                                                                                   |
| Лучшие костюмы                          | • Чарльз Ноуд — «Храброе сердце»                                                        |                                                                                   |
| Лучшие костюмы                          | • Жан-Поль Готье — «Город потерянных детей»                                             |                                                                                   |
| Лучшие костюмы                          | • Джанни Версаче и Эмма Потьюс — «Судья Дредд»                                          |                                                                                   |
| Лучшие костюмы                          | • Джон Блумфилд — «Водный мир»                                                          |                                                                                   |
| Лучший грим                             | • Жан Энн Блэк и Роб Боттин — «Семь»                                                    | • Жан Энн Блэк и Роб Боттин — «Семь»                                              |
| Лучший грим                             | • Рик Бейкер, Ве Нилл и Иоланда Тоуссинг — «Бэтмен навсегда»                            |                                                                                   |
| Лучший грим                             | • (K.N.B. EFX Group Inc.) — «От заката до рассвета»                                     |                                                                                   |
| Лучший грим                             | • (K.N.B. EFX Group Inc.) — «В пасти безумия»                                           |                                                                                   |
| Лучший грим                             | • Ник Дадмэн и Крис Каннингем — «Судья Дредд»                                           |                                                                                   |
| Лучший грим                             | • Стив Джонсон, Билл Корсо и Кенни Майерс — «Особь»                                     |                                                                                   |
| Лучшие спецэффекты                      | • Стэн Паркс (Industrial Light & Magic (ILM), Amalgamated Dynamics) — «Джуманджи»       | • Стэн Паркс (Industrial Light & Magic (ILM), Amalgamated Dynamics) — «Джуманджи» |
| Лучшие спецэффекты                      | • Джон Дайкстра, Томас Л. Фишер, Эндрю Адамсон, Эрик Дерст — «Бэтмен навсегда»          |                                                                                   |
| Лучшие спецэффекты                      | • Скотт Фаррар, Стэн Уинстон, Майкл Лантьери (Industrial Light & Magic (ILM)) — «Конго» |                                                                                   |
| Лучшие спецэффекты                      | • Эрик Бревиг (Industrial Light & Magic (ILM)) — «Индеец в шкафу»                       |                                                                                   |
| Лучшие спецэффекты                      | • Джоэл Хайнек (Mass. Illusions LLC) — «Судья Дредд»                                    |                                                                                   |
| Лучшие спецэффекты                      | • Ричард Эдланд, Стив Джонсон — «Особь»                                                 |                                                                                   |

### Телевизионные награды
| Категория                                                         | Лауреаты и номинанты                                                         |
| ----------------------------------------------------------------- | ---------------------------------------------------------------------------- |
| Лучший жанровый телесериал (Best Genre Television Series)         | • За гранью возможного / The Outer Limits                                    |
| Лучший жанровый телесериал (Best Genre Television Series)         | • Шериф из преисподней / American Gothic                                     |
| Лучший жанровый телесериал (Best Genre Television Series)         | • Симпсоны / The Simpsons                                                    |
| Лучший жанровый телесериал (Best Genre Television Series)         | • Скользящие / Sliders                                                       |
| Лучший жанровый телесериал (Best Genre Television Series)         | • Космос: Далёкие уголки / Space: Above and Beyond                           |
| Лучший жанровый телесериал (Best Genre Television Series)         | • Звёздный путь: Глубокий космос 9 / Star Trek: Deep Space Nine              |
| Лучшая телепостановка (Best Single Genre Television Presentation) | • Нация пришельцев: Миллениум / Alien Nation: Millennium                     |
| Лучшая телепостановка (Best Single Genre Television Presentation) | • Вскрытие пришельца: факт или вымысел? / Alien Autopsy: (Fact or Fiction?)  |
| Лучшая телепостановка (Best Single Genre Television Presentation) | • Нападение смертоносных фильмов категории Б / Attack of the Killer B-Movies |
| Лучшая телепостановка (Best Single Genre Television Presentation) | • Мурашки / Goosebumps (для пилотной серии)                                  |
| Лучшая телепостановка (Best Single Genre Television Presentation) | • Захватчики / The Invaders                                                  |
| Лучшая телепостановка (Best Single Genre Television Presentation) | • Лангольеры / The Langoliers                                                |

### Видео
| Категория                                               | Лауреат и номинанты                                                                                 |
| ------------------------------------------------------- | --------------------------------------------------------------------------------------------------- |
| Лучшее жанровое видеоиздание (Best Genre Video Release) | • Победа: Последняя битва / V: The Final Battle                                                     |
| Лучшее жанровое видеоиздание (Best Genre Video Release) | • Повелитель зверей 3: Глаз Браксуса / Beastmaster: The Eye of Braxus                               |
| Лучшее жанровое видеоиздание (Best Genre Video Release) | • Земля до начала времён 3: В поисках воды / The Land Before Time III: The Time of the Great Giving |
| Лучшее жанровое видеоиздание (Best Genre Video Release) | • Тайна острова Роан-Иниш / The Secret of Roan Inish                                                |
| Лучшее жанровое видеоиздание (Best Genre Video Release) | • Последняя грань / Terminal Voyage                                                                 |
| Лучшее жанровое видеоиздание (Best Genre Video Release) | • Повелитель времени / Timemaster                                                                   |

### Специальные награды
| Награда                                                       | Лауреаты                    |
| ------------------------------------------------------------- | --------------------------- |
| Специальная награда (Special Award)                           | • Castle Rock Entertainment |
| Премия Джорджа Пала (George Pal Memorial Award)               | • Джон Карпентер            |
| Премия за достижения в карьере (Life Career Award)            | • Альберт Р. Брокколи       |
| Премия за достижения в карьере (Life Career Award)            | • Эдвард Р. Прессман        |
| Премия за пожизненные достижения (Lifetime Achievement Award) | • Харрисон Форд             |
| Президентская премия (President’s Award)                      | • Роберт Уайз               |
| Президентская премия (President’s Award)                      | • Брайан Сингер             |